# Eduard Ausfeld (Historiker)

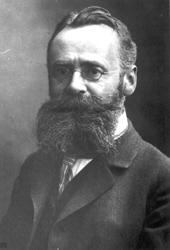
Eduard Ausfeld

Heinrich Eduard Ausfeld (* 27. Mai 1850 in Schnepfenthal; † 4. April 1906 in Magdeburg) war ein deutscher Archivar und Historiker.

## Leben
Ausfeld war der Sohn des Direktors der Salzmannschen Erziehungsanstalt in Thüringen; seine Schwester war die Heimatforscherin Luise Gerbing. 
Er erhielt Privatunterricht und legte 1873 das Abitur in Neubrandenburg ab. Danach studierte er Geschichte und deutsche Sprache an den Universitäten in Berlin, Bonn, Freiburg im Breisgau und Marburg. Am letztgenannten Ort promovierte er 1879 zum Dr. phil. und begann im Februar 1880 seine Archivarslaufbahn am Staatsarchiv Idstein in der preußischen Provinz Hessen-Nassau. Als das Archiv 1881 nach Wiesbaden verlegt wurde, nahm er am Umzug teil. Er wurde 1885 zum Archivar 2. Klasse befördert und wechselte im Februar 1892 an das Staatsarchiv Koblenz.
1897 wurde Ausfeld an das Staatsarchiv Magdeburg versetzt, dessen Direktorat er nach dem Tod von George Adalbert von Mülverstedt 1898 übernahm. In dieser Funktion bemühte er sich u. a. beim Rat der Stadt Magdeburg um die Einstellung von hauptamtlichen Archivaren und um Beseitigung der bestehenden Raumnot des Archivs. Er hat maßgeblichen Anteil, dass das Magdeburger Staatsarchiv in der damaligen Augusta-, der heutigen Hegelstraße, einen neuen Zweckbau erhielt, in dem sich das Archiv bis zum Jahr 2011 befand.
Ausfeld, der im 56. Lebensjahr starb, war u. a. Mitglied der Historischen Kommission für die Provinz Sachsen und das Herzogtum Anhalt, des Magdeburger Geschichtsvereins und des Vereins für Nassauische Altertumskunde und Geschichtsforschung.
In Waltershausen wurde eine Straße nach ihm benannt.

## Familie
Ausfeld war verheiratet mit Johanna Raddatz. Aus der Ehe ging u. a. der Sohn Eduard Ausfeld (junior) hervor, der als Offizier, Bundesgeschäftsführer des Frontsoldatenbundes Stahlhelm sowie Oberregierungsrat im Reichsarbeitsministerium bekannt wurde.

## Schriften
- Lambert von Hersfeld und der Zehntstreit zwischen Mainz, Hersfeld und Thüringen, 1879 (Dissertation).
- Hof- und Haushaltung der letzten Grafen von Henneberg, 1901.
- Übersicht über die Bestände des K. Staatsarchivs zu Coblenz, 1903.
- Das Stadtarchiv zu Erfurt und seine neuesten Erwerbungen, 1905.
- Regesten zur Geschichte des Klosters Anrode bei Mühlhausen in Thüringen 1262–1735, 1906.